# Комисарство в Южна България
Комисарството в Южна България е временна държавна институция в България, създадена на 9 септември 1885 година след Съединението.
Назначено е от княз Александър I на мястото на временното правителство (начело с Георги Странски), което се отказва от пълномощията си след само 3 дни съществуване.
Има за задача да ръководи автономната област Източна Румелия до нейното окончателно административно и юридическо сливане с Княжество България. Комисар става Георги Странски, а негови помощници – Петко Славейков и Йоаким Груев.
През следващите месеци функциите на Комисарството постепенно намаляват, след като министерствата в София назначават окръжни управители и други служители и от началото на 1886 година съдебната система започва да функционира на основата на българските закони.
Окончателно прекратява работата си след подписването на Топханенския акт и провеждането на избори в Южна България за народни представители в българския парламент през лятото на 1886 година.